# Cừu Beulah mặt lốm đốm
Cừu Beulah mặt lốm đốm là giống cừu nội địa có nguồn gốc từ Vương quốc Anh. Được nuôi dưỡng ở vùng cao nguyên xứ Wales hơn một trăm năm, một xã hội giống được chính thức thành lập vào năm 1958. Giống chó này phổ biến nhất ở Eppynt, Llanafan Fawr, Abergwesyn, và Llanwrtyd Wells, và ít được biết đến bên ngoài xứ Wales. Nguồn gốc của giống không rõ ràng; nó có thể là một giống bản địa thực sự đã được chọn để phù hợp với môi trường địa phương trong nhiều thế kỷ. Loài này được đặt tên vì khuôn mặt màu đen và trắng lốm đốm thành khuôn mẫu rõ ràng của nó, mà không bị lông che khuất. Các con cừu cái, không có sừng, thường được lai với những con cừu đực vùng thấp như Suffolk, Texel hoặc Bluefaced Leicester để sinh ra những con cừu la, và để sản xuất thịt cừu cho thịt. Khi được thuần chủng tinh khiết, thịt cừu không đáp ứng nhu cầu xuất khẩu của ngày hôm nay đối với cừu nạc và phát triển nhanh. Tuy nhiên, các con cừu cái giống này làm mẹ tốt và sản xuất nhiều sữa.

## Đặc điểm
Cừu Beulah mặt lốm đốm là một giống cỡ trung bình mặc dù nó khá lớn đối với một con cừu đồi. Khuôn mặt không có lông và màu trắng lốm đốm với màu đen, với một mõm đen, đen xung quanh mắt và xung quanh tai. Con đực và con cái đều không có sừng và chân cũng có màu đen và trắng. Cừu Beulah mặt lốm đốm cái trung bình nặng 52 kg (115 lb), và con đực nặng 86 kg (190 lb).
Lông cừu Beulah mặt lốm đốm nặng từ 1,4 đến 3,5 kg (3,1 đến 7,7 lb), có màu trắng không có sợi tối. Chiều dài chủ yếu là 7,5-12,5 cm (3 đến 5 in) và đường kính của len là 25 đến 36 micron. Lông có ít nếp nhăn và có thể nhuộm dễ dàng. Nó được sử dụng để kéo sợi, dệt và đan, để may quần áo và vải, và phạm vi thô hơn được sử dụng cho hàng dệt may gia dụng và thảm.